# Viridovipera truongsonensis
Viridovipera truongsonensis е вид змия от семейство Отровници (Viperidae). Видът е застрашен от изчезване.

## Разпространение и местообитание
Разпространен е във Виетнам.
Обитава гористи местности, национални паркове и храсталаци в райони с тропически климат.